# Ташкентское реальное училище
Ташкентское реальное училище — реальное училище, действовавшее в городе Ташкенте.

## История
После открытия в 1876 году в Ташкенте четырёхклассной прогимназии, преобразованной в 1881 году в гимназию, возникла общественная необходимость к тому, чтобы в городе было не только учебные заведения, дающие классическое образование (в первую очередь — древние языки и современные иностранные языки), но и учебные заведения, программа которых включала бы, в основном, естественнонаучные дисциплины в объёме, достаточном для поступления и дальнейшего обучения в технические и технологические ВУЗы того времени. Такими учебными заведениями в Российской империи в конце XIX — начале XX веков являлись реальные училища.
Ташкентское реальное училище было открыто 1 августа 1894 года и первоначально располагалось на частной квартире в доме Цецилии Иогансон по Воронцовскому проспекту. Однако вскоре, в 1898 году, для училища по проекту архитекторов В. С. Гейнцельмана и А.П. Максимова было построено специально спроектированное здание. Оно располагалось на углу Константиновской улицы и Махрамского проспекта. Здание училища сохранилось до сих пор и является памятником архитектуры. Деньги на постройку здания училища были выделены государством, а частично собраны общественностью в виде пожертвований
Здание в плане имело вид буквы «Н», в передней его части предусматривались специальные кабинеты для занятий физикой, химией, а также географический и рисовальный классы. В этих кабинетах, также как и в других классных комнатах, были паркетные полы и водяное отопление. В задней части здания части находилась библиотека, служебные помещения и ученические квартиры, так как предполагалось, что в Ташкентском реальном училище будут учиться дети русских военных и интеллигенции изо всех областей русского Туркестана. В одноэтажном крыле здания располагалась церковь. На втором этаже над центральным входом располагался просторный актовый зал, из которого был выход на открытый балкон, расположенный прямо над центральным парадным входом в здание. Парадный вход и балкон выходили на небольшую площадь, которая располагалась перед фасадом здания.
Штат преподавательского состава реального училища состоял из 13 человек, а число учащихся в разные годы колебалось от 300 до 350 человек, которые обучались в 10 классах, в число которых входил и подготовительный класс.
Смета расходов училища составляла свыше 44 тыс. руб. в год, в том числе из казны (Министерством образования) выделялось свыше 25 тыс. руб., органами местного самоуправления (земством) выделялось около 14 тыс. руб. и ещё около 5 тыс. руб. поступало из специальных средств.
После октябрьской революции в России, когда была проведена коренная реформа народного образования реальное училище в Ташкенте было закрыто, а здание вскоре было передано образованному в Ташкенте университету, а впоследствии химическому факультету Ташкентского политехнического института, который отпочковался от Ташкентского университета. По состоянию на 2011 год в здании расположено Министерство Внешних Экономических Связей, Инвестиций и Торговли (МВЭСиТ) Узбекистана.
В 2017 году указом Президента здание передано Министерству культуры Республики Узбекистан.

## Выпускники
См. Выпускники Ташкентского реального училища